# アドミラルティ・アイランズ (護衛空母)
アドミラルティ・アイランズ (USS Admiralty Islands, CVE-99) は、アメリカ海軍の護衛空母。カサブランカ級航空母艦の45番艦。艦名は太平洋戦争におけるアドミラルティ諸島の戦いに因んで命名された。

## 艦歴
当初「チャピン・ベイ (Chapin Bay) 」の艦名で1944年2月26日にワシントン州バンクーバーのカイザー造船所で起工する。1944年4月26日に「アドミラルティ・アイランズ」に改名され、1944年5月10日にホーマー・N・ワーリン夫人によって進水し、1944年6月13日にオレゴン州アストリアでJ. D. バーナー艦長の指揮下で就役するが、艦長はその後M. E. A. グーインと交代した。

### 1944年 - 1945年
「アドミラルティ・アイランズ」は7月2日に整調訓練のためピュージェット湾へ向けて出航し、その後艦の燃料と航空燃料を補給するためサンフランシスコに向かう。サンディエゴに7月14日到着し訓練を行った後、太平洋艦隊（チェスター・ニミッツ大将）の空母輸送部隊に加わり、前線の空母部隊支援のため航空機、資材、兵員輸送に従事する。
真珠湾での短期間の停泊後、「アドミラルティ・アイランズ」はマーシャル諸島に向けて進行する。8月9日にマジュロで積荷を下ろし、真珠湾へ直ちに帰還する。その後、航空機と兵員をサンフランシスコに輸送し24日に到着した。9月の一ヶ月間も西海岸からニューギニアのフィンシュハーフェンへの往復輸送に従事し、10月7日にサンディエゴに帰還すると、8日から29日まで別の任務に従事する。10月29日にニューギニアへの陸軍機および兵員を搭載するためアラメダの海軍航空基地へ向かう。11月21日にフィンシュハーフェンへ到着、積み荷を降ろすとマヌス島へ向かった。11月23日にゼーアドラー湾で停泊した後、12月6日と7日に真珠湾で停泊し、一週間後にサンディエゴで航空機と兵員を搭載した。12月24日に真珠湾に戻り、クリスマスの後にグアムに向かう。
「アドミラルティ・アイランズ」は1945年1月6日にグアムに到着した。2日間にわたって搭載航空機を揚陸し、10日に真珠湾に向かう。ハワイには20日に到着し、同地で主機の修理を行う。修理は1月31日に完了し戦闘で失われた航空機を補充するため61機の航空機を搭載した。2月2日に真珠湾を出航し、硫黄島攻略作戦に参加する空母部隊の後方支援を行う。エニウェトク環礁とウルシー環礁に停泊した後、2月16日に第50.8任務群の一部として出航し、第58任務部隊（マーク・ミッチャー中将）の後方支援任務に従事する。2月いっぱいを空母部隊が失った航空機及びパイロットの補給任務に従事し、3月2日に補給と外装修理のためグアムに帰還する。3月13日に再び第50.8任務群に合流し、沖縄攻略戦の支援任務に就く。この支援任務は補給のためグアムに帰還時に中断されただけでその後も継続された。

### 着艦事故

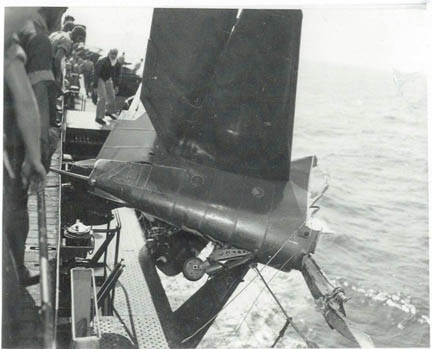
着艦事故で後部が引っかかった F6F-5 #71332 機（1945年4月18日）

4月18日に「アドミラルティ・アイランズ」は就役後最初の死者を出す。12時17分に戦闘機を発進させた後、13時52分にはF6F艦上戦闘機1機、TBM雷撃機2機およびSB2C偵察爆撃機2機を、空母「エセックス (USS Essex, CV-9) 」へ補充のため発進させた。「アドミラルティ・アイランズ」は代わりとして、「エセックス」の破損した戦闘機10機とパイロットを収容する事となり、14時6分に収容を開始した。
ロイ・エドワード・ジョーンズ少尉が乗る F6F-5 #71332 機が最初に着艦することとなった。しかし、信号担当将校が出す手旗信号を読み違え、#71332機は全速力で飛行甲板すれすれを通過。5本目の着艦ワイヤーに引っかかった次の瞬間、#71332 機は二つに折れて前部はジョーンズ少尉とともに海に放り出され、後部は砲架に引っかかった。信号担当将校は安全地帯に退避したが、その際に足を骨折した。ジョーンズ少尉は行方不明となり、ホノルルにある戦死者および行方不明者のメモリアルにその名前が追加された。事故を起こした#71332 機は、ジョーンズ少尉の前はチャールズ・E・ヒューベンタール少尉の乗機として、4月7日の戦艦「大和」以下第二艦隊（伊藤整一中将）による水上特攻を迎え撃った際、「大和」を最初に発見した航空機でもあった。

### その後
「アドミラルティ・アイランズ」は4月24日にボイラー修理のためグアムアプラ港に帰還する。その内の2基は到着するまでに使用不能となっていた。修理が完了すると5月14日に出航し、第50.8任務群に再合流すると沖縄沖で作戦活動に入る。部隊に多数の航空機を運搬し、サイパン島、グアム経由で6月15日に沖縄に到着する。沖縄に2週間留まり、その後第30.8任務群に加わり日本本土への砲撃任務を支援する。「アドミラルティ・アイランズ」は7月20日に再び事故で死者を出す。航空機が着艦に失敗し、その後の火災で1名が死亡した。7月21日に第3艦隊（ウィリアム・ハルゼー大将）を離れ、グアムに向かう。グアムでは積み荷を降ろし、帰国のための燃料を補給した。8月11日にサンディエゴに到着し、その後サンペドロに向かい修理及び転属命令を受ける。日本の降伏により転属命令は取り消され、修理が完全に完了すると9月1日に帰還兵の輸送任務マジック・カーペット作戦に参加する。9月25日に太平洋艦隊空母輸送部隊に配属される。
「アドミラルティ・アイランズ」は1946年4月24日に退役するまで「魔法の絨毯」任務を継続した。その後、1946年5月8日に除籍され、オレゴン州ポートランドのジデル・マシーナリー・アンド・サプライ社にスクラップとして売却された。同社は数年前に「アドミラルティ・アイランズ」が建造されたカイザー造船所から1マイルも離れていなかった。
「アドミラルティ・アイランズ」は第二次世界大戦の戦功で3つの従軍星章を受章した。